# Lijst van Nederlandse intercitystations

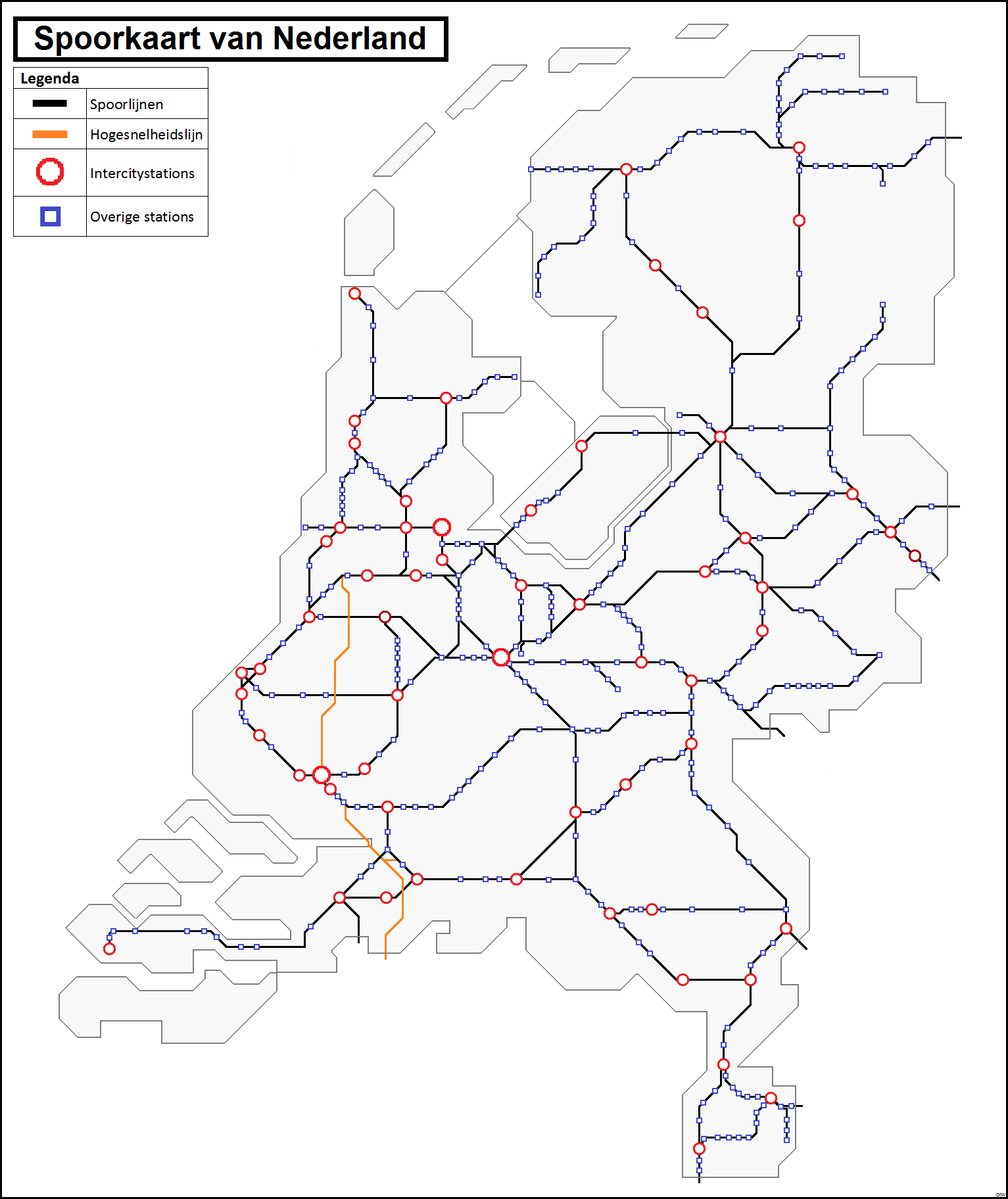
Spoorkaart van Nederland met alle intercitystations

De grotere stations in Nederland zijn aangemerkt als intercitystations. Dat betekent in principe dat intercitytreinen (NS en Keolis Nederland) en sneltreinen (andere vervoerders) alleen in deze stations stoppen, terwijl een sprinter (NS en Keolis Nederland) of stoptrein (andere vervoerders) als regel op alle stations stopt.
Hierop bestaan uitzonderingen, die op de vertrekstaten meestal met een voetnoot zijn aangeduid. Er zijn treinen die intercity heten en die op delen van hun traject op alle tussengelegen stations stoppen, zoals op de trajecten Alkmaar - Den Helder en Roosendaal - Vlissingen.
De lijst is gebaseerd op de dienstregeling 2025. Daarin worden 62 intercitystations genoemd.
Soms wordt een trein omgeleid via een andere route. Zo kan de trein Amsterdam-Berlijn, die normaliter via Amersfoort en Apeldoorn rijdt, wegens werkzaamheden worden omgeleid via Almere, Lelystad en Zwolle. Hoewel dat intercitystations zijn, wordt daar niet altijd gestopt.

## Intercitystations volgens NS- en Keolis-vertrekstaten
- Alkmaar
- Almelo
- Almere Centrum
- Amersfoort Centraal
- Amsterdam Amstel
- Amsterdam Centraal
- Amsterdam Sloterdijk
- Amsterdam Zuid
- Apeldoorn
- Arnhem Centraal
- Assen
- Breda
- Castricum
- Delft
- Den Helder
- Deventer
- Dieren
- Dordrecht
- Ede-Wageningen
- Eindhoven Centraal
- Enschede
- Etten-Leur
- Gouda
- Groningen
- Den Haag Centraal
- Den Haag HS
- Den Haag Laan van NOI[1]
- Haarlem
- Heemstede-Aerdenhout
- Heerenveen
- Heerlen
- Helmond
- Hengelo
- 's-Hertogenbosch
- Hilversum
- Hoorn
- Leeuwarden
- Leiden Centraal
- Lelystad Centrum
- Maastricht
- Nijmegen
- Nijverdal
- Oss
- Raalte
- Roermond
- Roosendaal
- Rotterdam Alexander
- Rotterdam Blaak[2]
- Rotterdam Centraal
- Schiedam Centrum[2]
- Schiphol Airport
- Sittard
- Steenwijk
- Tilburg
- Utrecht Centraal
- Venlo
- Vlissingen
- Weert
- Zaandam[3]
- Zutphen
- Zwolle

## Geen intercitystations volgens NS
De volgende stations zijn volgens de gele vertrekstaten van de NS geen intercitystation, maar er stoppen in de reguliere dienst wel intercity's. Voor sommige van deze stations geldt dat een deel van de intercity's er stopt, voor de andere dat alle intercity's er stoppen. In de meeste gevallen rijdt een intercity die er stopt op het betreffende deeltraject als sprinter (zie ook de bijbehorende voetnoten).
- Alkmaar Noord[4][5]
- Almere Buiten[6]
- Amsterdam Bijlmer ArenA[7][8][9]
- Amersfoort Schothorst[10]
- Anna Paulowna[4]
- Arnemuiden[11]
- Bergen op Zoom[11]
- Blerick[12]
- Bovenkarspel-Grootebroek[13]
- Bovenkarspel Flora[13]
- Den Helder Zuid[4]
- Driebergen-Zeist[4]
- Deurne[12]
- Duivendrecht[6][14]
- Enkhuizen[13]
- Goes[11]
- Heerhugowaard[4][5]
- Heiloo[4]
- Hoogkarspel[13]
- Hoorn Kersenboogerd[13]
- Horst-Sevenum[12]
- Kapelle-Biezelinge[11]
- Krabbendijke[11]
- Kruiningen-Yerseke[11]
- Meppel[15]
- Middelburg[11]
- Olst[16]
- Purmerend[17]
- Rilland-Bath[11]
- Schagen[4][5]
- Veenendaal-De Klomp[4][8]
- Vlissingen Souburg[11]
- Wijhe[16]

## Uitzonderingen
Op verschillende trajecten rijdt 's ochtends vroeg of 's avonds laat een intercity die ook stopt op stations waar overdag geen intercity stopt. Hoewel deze diensten sterk lijken op de gewone stoptrein worden deze aangeduid als intercity.

## Andere vervoerders
De NS hanteert de term sneltrein sinds de dienstregeling 2013 niet meer. Arriva en voorheen Veolia hanteren deze term wel. In deze gevallen komt de functie overeen met de term intercity bij Keolis Nederland en de NS.
Sneltreinstations van Arriva aan de lijn Leeuwarden-Groningen
- Leeuwarden
- Feanwâlden
- Buitenpost[18]
- Zuidhorn[19]
- Groningen

Sneltreinstations van Arriva aan de lijn Luik-Guillemins-Aachen Hbf Alleen de Nederlandse stations worden hier genoemd.
- Eijsden
- Maastricht Randwyck
- Maastricht
- Meerssen
- Valkenburg
- Heerlen
- Landgraaf
- Eygelshoven Markt

Sneltreinstations van Arriva aan de lijn Zwolle-Emmen
Tussen Zwolle en Emmen is het door infrastructurele beperkingen niet mogelijk om twee stoptreinen per uur te laten rijden. Hierdoor stopt eenmaal per uur de trein niet in Gramsbergen en Dalen. Deze trein wordt aangekondigd als sneltrein en voor die ritten gelden de volgende stations als sneltreinstations. De spitstrein Zwolle-Coevorden stopt vanwege infrastructurele beperkingen niet in Mariënberg en Gramsbergen.
- Zwolle
- Dalfsen
- Ommen
- Mariënberg[20]
- Hardenberg
- Coevorden
- Nieuw Amsterdam
- Emmen Zuid
- Emmen

Sneltreinstations van Arriva aan de lijn Groningen-Winschoten
- Groningen
- Groningen Europapark
- Scheemda
- Winschoten